# Frank Pingel
Frank Pingel (* 9. Mai 1964 in Aarhus) ist ein ehemaliger dänischer Fußballspieler auf der Position des Mittelstürmers.

## Leben
Pingel begann seine Karriere als Profifußballspieler 1983 beim IK Skovbakken und wechselte Anfang 1984 zum Aarhus GF, bei dem er die folgenden fünf Jahre bis Ende 1988 unter Vertrag stand und mit dem er in der Saison 1986 die dänische Meisterschaft und in den beiden nächsten Spielzeiten (1987 und 1988) zweimal den dänischen Pokalwettbewerb gewann. 
Im Januar 1989 wechselte Pingel erstmals ins Ausland und verbrachte eine Halbsaison bei Newcastle United, für die er ein Tor in der englischen First Division erzielte. Nach dem am Ende der Saison 1988/89 erlittenen Abstieg der Magpies kehrte Pingel in seine Heimat zurück und spielte in den folgenden zwei Jahren für Bröndby IF, mit denen er in der Saison 1990 sowie der verkürzten Saison 1991 zwei weitere Meistertitel gewann und sich für das Halbfinale im UEFA-Pokal 1990/91 qualifizieren konnte, wo Bröndby mit 0:0 und 1:2 gegen den AS Rom unterlag. Es ist bis heute der größte Erfolg des Vereins auf internationaler Ebene. 
Im September 1991 wurde Pingel vom TSV 1860 München verpflichtet, der nach neunjähriger Abstinenz in der Bayernliga wieder in der zweiten Bundesliga spielte. Am neunten Spieltag der Saison 1991/92 hatte Pingel den vielzitierten „Einstand nach Maß“, als er am 15. September 1991 sein Debüt im Löwen-Trikot gab und bereits in der zehnten Spielminute per Kopf zur 1:0-Führung gegen den FC Homburg traf, der mit 3:0 bezwungen werden konnte. Seine weiteren Tore für 1860 erzielte Pingel am 12. Oktober 1991 zum zwischenzeitlichen 3:1 (66. Minute) beim 3:2-Auswärtssieg gegen den VfB Leipzig, am 8. Dezember 1991 zum 2:0 (76.) beim 3:0-Heimsieg gegen Rot-Weiß Erfurt, am 14. März 1992 zum 2:0-Endstand (41.) beim FSV Mainz 05, am 22. März 1992 zum 2:0-Endstand (81.) gegen Halle und am 25. April 1992 zum 1:1-Endstand (62.) wiederum gegen Mainz 05. Dennoch zeichnete sich in diesem Spiel bereits seine Trennung von 1860 ab. Nachdem Pingel bereits bei seinem vorherigen Einsatz am 4. April 1992 gegen den VfB Leipzig (0:2) des Feldes verweisen worden war, sah er auch im Spiel gegen Mainz in der 76. Minute wegen einer Disziplinlosigkeit die rote Karte, was zu einer Überwerfung mit seinem Trainer Karsten Wettberg führte. Weil 1860 zudem am Saisonende abstieg, kehrte Pingel nach Bröndby zurück.
Zwischen 1993 und 1995 war Pingel zwei Jahre in der Türkei, wo er 1993/94 bei Bursaspor und 1994/95 bei Fenerbahçe Istanbul unter Vertrag stand. Nach einer kurzfristigen Station beim OSC Lille Ende 1995 beendete Pingel seine aktive Laufbahn bei seinem „Heimatverein“ Aarhus Fremad. 

## Erfolge
- Dänischer Meister: 1986, 1990, 1991
- Dänischer Pokalsieger: 1987, 1988